# Divizia C 1971-1972
Divizia C 1971-1972 a fost al 16-lea sezon al ligii de nivelul al treilea din sistemul ligii de fotbal din România.

## Formatul
Formatul s-a schimbat la 12 serii de 14 echipe. La finalul sezonului, câștigătorii seriilor au jucat un play-off de promovare, la finalul căruia locul unu din fiecare grupă a promovat în Divizia B și ultimele două locuri din toate seriile au retrogradat în Campionatul județean/Divizia D.

## Schimbări de echipă
| Retrogradat din Divizia B - Metrom Brașov - Flacăra Moreni - UM Timișoara - Vagonul Arad Promovat din County Championship \| - Avântul Frasin - Victoria PTTR Botoșani - Constructorul Iași - Danubiana Roman - Viitorul Vaslui - Oituz Târgu Ocna - Luceafărul Focșani - Gloria Tecuci - Granitul Babadag - Șantierul Naval Constanța - Dunărea Brăila - Dinamo Obor București - Victoria Lehliu - Metalul Oțelu Roșu - Minerul Rovinari - Progresul Strehaia - Sporting Roșiori - Muscelul Câmpulung - Rapid Piatra Olt - Unirea Bujoreni \| - Chimia Buzău - Aurora Urziceni - Viitorul Slănic - Gloria Mija - Gloria Arad - Progresul Timișoara - UPA Sibiu - Textila Sebeș - Constructorul Hunedoara - Voința Carei - Minerul Cavnic - Măgura Șimleu Silvaniei - Bihoreana Marghita - Minerul Rodna - Tehnofig Cluj-Napoca - Viitorul Târgu Mureș - Politehnica Brașov - Carpați Covasna - Miercurea Ciuc \| | Promovat în Divizia B - Chimia Râmnicu Vâlcea - Vulturii Textila Lugoj - Metalul Plopeni - Chimia Făgăraș Retrogradat la County Championship |
| - Avântul Frasin - Victoria PTTR Botoșani - Constructorul Iași - Danubiana Roman - Viitorul Vaslui - Oituz Târgu Ocna - Luceafărul Focșani - Gloria Tecuci - Granitul Babadag - Șantierul Naval Constanța - Dunărea Brăila - Dinamo Obor București - Victoria Lehliu - Metalul Oțelu Roșu - Minerul Rovinari - Progresul Strehaia - Sporting Roșiori - Muscelul Câmpulung - Rapid Piatra Olt - Unirea Bujoreni | - Chimia Buzău - Aurora Urziceni - Viitorul Slănic - Gloria Mija - Gloria Arad - Progresul Timișoara - UPA Sibiu - Textila Sebeș - Constructorul Hunedoara - Voința Carei - Minerul Cavnic - Măgura Șimleu Silvaniei - Bihoreana Marghita - Minerul Rodna - Tehnofig Cluj-Napoca - Viitorul Târgu Mureș - Politehnica Brașov - Carpați Covasna - Miercurea Ciuc |

### Echipe redenumite
Penicilina Iași a fost redenumită Unirea Iași.
Rarăul Câmpulung Moldovenesc a fost redenumit ASA Câmpulung Moldovenesc.
Muncitorul Tecuci a fost redenumit URA Tecuci.
Electronica București a fost redenumită Electronica Obor București.
Unirea București a fost redenumită Unirea Tricolor București.
FC Caracal a fost redenumit Răsăritul Caracal.
Gloria Slatina a fost redenumită Oltul Slatina.
Lemnarul Odorheiu Secuiesc a fost redenumit Textila Odorheiu Secuiesc.
Gloria Mija a fost redenumită Metalul Mija.
Chimistul Baia Mare a fost redenumit Topitorul Baia Mare.

### Alte echipe
Metalul Buzău a fost înlocuit de nou-formatul Gloria Buzău.
Unirea Bujoreni a fost înlocuită cu Oltul Râmnicu Vâlcea.

## Clasamentele seriilor

### Seria I

#### Clasamentul Seriei I
| Loc | Echipa                     | MJ | V  | E  | Î  | GM | GP | DG  | Pct | Promovare sau retrogradare                  |
| --- | -------------------------- | -- | -- | -- | -- | -- | -- | --- | --- | ------------------------------------------- |
| 1   | ITA Pașcani (C, Q)         | 26 | 18 | 3  | 5  | 65 | 23 | +42 | 39  | Calificarea în Play-off promovare           |
| 2   | Chimia Suceava             | 26 | 14 | 8  | 4  | 40 | 10 | +30 | 36  |                                             |
| 3   | ASA Câmpulung Moldovenesc  | 26 | 14 | 8  | 4  | 46 | 25 | +21 | 36  |                                             |
| 4   | Victoria Roman             | 26 | 15 | 4  | 7  | 50 | 25 | +25 | 34  |                                             |
| 5   | Minerul Gura Humorului     | 26 | 12 | 7  | 7  | 52 | 19 | +33 | 31  |                                             |
| 6   | Avântul Frasin             | 26 | 12 | 5  | 9  | 30 | 29 | +1  | 29  |                                             |
| 7   | Textila Botoșani           | 26 | 7  | 9  | 10 | 32 | 35 | −3  | 23  |                                             |
| 8   | Foresta Fălticeni          | 26 | 9  | 5  | 12 | 24 | 30 | −6  | 23  |                                             |
| 9   | Minobrad Vatra Dornei      | 26 | 9  | 3  | 14 | 38 | 54 | −16 | 21  |                                             |
| 10  | Unirea Iași                | 26 | 8  | 5  | 13 | 31 | 50 | −19 | 21  |                                             |
| 11  | Nicolina Iași              | 26 | 8  | 4  | 14 | 38 | 58 | −20 | 20  |                                             |
| 12  | Fulgerul Dorohoi           | 26 | 8  | 4  | 14 | 31 | 53 | −22 | 20  |                                             |
| 13  | Victoria PTTR Botoșani (R) | 26 | 8  | 3  | 15 | 34 | 57 | −23 | 19  | Retrogradarea în Campionatul județean 71-72 |
| 14  | Constructorul Iași (R)     | 26 | 1  | 10 | 15 | 18 | 61 | −43 | 12  | Retrogradarea în Campionatul județean 71-72 |

### Seria II
| Loc | Echipa                   | MJ | V  | E  | Î  | GM | GP | DG  | Pct | Promovare sau retrogradare                  |
| --- | ------------------------ | -- | -- | -- | -- | -- | -- | --- | --- | ------------------------------------------- |
| 1   | Petrolul Moinești (C, Q) | 26 | 14 | 10 | 2  | 58 | 23 | +35 | 38  | Calificarea în Play-off promovare           |
| 2   | Rulmentul Bârlad         | 26 | 15 | 5  | 6  | 41 | 24 | +17 | 35  |                                             |
| 3   | Minerul Comănești        | 26 | 14 | 5  | 7  | 36 | 24 | +12 | 33  |                                             |
| 4   | Automobilul Focșani      | 26 | 15 | 1  | 10 | 49 | 41 | +8  | 31  |                                             |
| 5   | Danubiana Roman          | 26 | 12 | 3  | 11 | 49 | 37 | +12 | 27  |                                             |
| 6   | Viitorul Vaslui          | 26 | 10 | 6  | 10 | 28 | 33 | −5  | 26  |                                             |
| 7   | URA Tecuci               | 26 | 11 | 3  | 12 | 38 | 36 | +2  | 25  |                                             |
| 8   | Textila Buhuși           | 26 | 11 | 2  | 13 | 47 | 35 | +12 | 24  |                                             |
| 9   | Letea Bacău              | 26 | 11 | 2  | 13 | 40 | 37 | +3  | 24  |                                             |
| 10  | Oituz Târgu Ocna         | 26 | 9  | 5  | 12 | 33 | 43 | −10 | 23  |                                             |
| 11  | Trotușul Gheorghiu-Dej   | 26 | 9  | 4  | 13 | 38 | 48 | −10 | 22  |                                             |
| 12  | Cimentul Bicaz           | 26 | 8  | 6  | 12 | 32 | 52 | −20 | 22  |                                             |
| 13  | Luceafărul Focșani (R)   | 26 | 7  | 5  | 14 | 37 | 49 | −12 | 19  | Retrogradarea în Campionatul județean 71-72 |
| 14  | Gloria Tecuci (R)        | 26 | 3  | 9  | 14 | 20 | 64 | −44 | 15  | Retrogradarea în Campionatul județean 71-72 |

### Seria III
| Loc | Echipa                        | MJ | V  | E  | Î  | GM | GP | DG  | Pct | Promovare sau retrogradare                  |
| --- | ----------------------------- | -- | -- | -- | -- | -- | -- | --- | --- | ------------------------------------------- |
| 1   | Delta Tulcea (C, Q)           | 26 | 15 | 7  | 4  | 38 | 11 | +27 | 37  | Calificarea în Play-off promovare           |
| 2   | IMU Medgidia                  | 26 | 12 | 11 | 3  | 48 | 23 | +25 | 35  |                                             |
| 3   | SUT Galați                    | 26 | 13 | 8  | 5  | 51 | 16 | +35 | 34  |                                             |
| 4   | Dacia Galați                  | 26 | 11 | 6  | 9  | 37 | 30 | +7  | 28  |                                             |
| 5   | Metalurgistul Brăila          | 26 | 11 | 6  | 9  | 36 | 32 | +4  | 28  |                                             |
| 6   | Electrica Constanța           | 26 | 10 | 6  | 10 | 37 | 43 | −6  | 26  |                                             |
| 7   | Marina Mangalia               | 26 | 7  | 11 | 8  | 27 | 26 | +1  | 25  |                                             |
| 8   | Unirea Tricolor Brăila        | 26 | 7  | 10 | 9  | 24 | 39 | −15 | 24  |                                             |
| 9   | Ancora Galați                 | 26 | 7  | 9  | 10 | 23 | 33 | −10 | 23  |                                             |
| 10  | Cimentul Medgidia             | 26 | 7  | 8  | 11 | 30 | 29 | +1  | 22  |                                             |
| 11  | Dunărea Tulcea                | 26 | 6  | 10 | 10 | 20 | 36 | −16 | 22  |                                             |
| 12  | Granitul Babadag              | 26 | 9  | 4  | 13 | 33 | 53 | −20 | 22  |                                             |
| 13  | Șantierul Naval Constanța (R) | 26 | 7  | 6  | 13 | 23 | 38 | −15 | 20  | Retrogradarea în Campionatul județean 71-72 |
| 14  | Dunărea Brăila (R)            | 26 | 7  | 4  | 15 | 32 | 50 | −18 | 18  | Retrogradarea în Campionatul județean 71-72 |

### Seria IV
| Loc | Echipa                            | MJ | V  | E  | Î  | GM | GP | DG  | Pct | Promovare sau retrogradare                  |
| --- | --------------------------------- | -- | -- | -- | -- | -- | -- | --- | --- | ------------------------------------------- |
| 1   | Electronica Obor București (C, Q) | 26 | 15 | 7  | 4  | 41 | 17 | +24 | 37  | Calificarea în Play-off promovare           |
| 2   | Unirea Tricolor București         | 26 | 13 | 9  | 4  | 46 | 18 | +28 | 35  |                                             |
| 3   | Autobuzul București               | 26 | 13 | 7  | 6  | 42 | 21 | +21 | 33  |                                             |
| 4   | Tehnometal București              | 26 | 14 | 4  | 8  | 45 | 27 | +18 | 32  |                                             |
| 5   | Celuloza Călărași                 | 26 | 14 | 4  | 8  | 40 | 23 | +17 | 32  |                                             |
| 6   | TMB București                     | 26 | 12 | 5  | 9  | 32 | 27 | +5  | 29  |                                             |
| 7   | Laromet București                 | 26 | 8  | 10 | 8  | 21 | 27 | −6  | 26  |                                             |
| 8   | Flacăra Roșie București           | 26 | 9  | 5  | 12 | 28 | 38 | −10 | 23  |                                             |
| 9   | Sirena București                  | 26 | 6  | 10 | 10 | 23 | 27 | −4  | 22  |                                             |
| 10  | Voința București                  | 26 | 7  | 8  | 11 | 22 | 33 | −11 | 22  |                                             |
| 11  | Dinamo Obor București             | 26 | 7  | 8  | 11 | 19 | 30 | −11 | 22  |                                             |
| 12  | Olimpia Giurgiu                   | 26 | 7  | 7  | 12 | 24 | 34 | −10 | 21  |                                             |
| 13  | Mașini Unelte București (R)       | 26 | 6  | 8  | 12 | 22 | 37 | −15 | 20  | Retrogradarea în Campionatul județean 71-72 |
| 14  | Victoria Lehliu (R)               | 26 | 3  | 4  | 19 | 13 | 59 | −46 | 10  | Retrogradarea în Campionatul județean 71-72 |

### Seria V
| Loc | Echipa                | MJ | V  | E  | Î  | GM | GP | DG  | Pct | Promovare sau retrogradare                  |
| --- | --------------------- | -- | -- | -- | -- | -- | -- | --- | --- | ------------------------------------------- |
| 1   | Gloria Buzău (C, Q)   | 26 | 15 | 10 | 1  | 41 | 14 | +27 | 40  | Calificarea în Play-off promovare           |
| 2   | Carpați Sinaia        | 26 | 14 | 5  | 7  | 51 | 32 | +19 | 33  |                                             |
| 3   | Șoimii Buzău          | 26 | 11 | 8  | 7  | 35 | 23 | +12 | 30  |                                             |
| 4   | IRA Câmpina           | 26 | 12 | 5  | 9  | 35 | 24 | +11 | 29  |                                             |
| 5   | Petrolistul Boldești  | 26 | 10 | 7  | 9  | 38 | 32 | +6  | 27  |                                             |
| 6   | Prahova Ploiești      | 26 | 8  | 11 | 7  | 36 | 32 | +4  | 27  |                                             |
| 7   | Caraimanul Bușteni    | 26 | 9  | 8  | 9  | 34 | 30 | +4  | 26  |                                             |
| 8   | Azotul Slobozia       | 26 | 8  | 9  | 9  | 37 | 36 | +1  | 25  |                                             |
| 9   | Victoria Florești     | 26 | 8  | 7  | 11 | 44 | 44 | 0   | 23  |                                             |
| 10  | Petrolul Berca        | 26 | 8  | 7  | 11 | 31 | 36 | −5  | 23  |                                             |
| 11  | Chimia Buzău          | 26 | 9  | 5  | 12 | 31 | 42 | −11 | 23  |                                             |
| 12  | Olimpia Râmnicu Sărat | 26 | 8  | 6  | 12 | 28 | 36 | −8  | 22  |                                             |
| 13  | Aurora Urziceni (R)   | 26 | 8  | 4  | 14 | 29 | 58 | −29 | 20  | Retrogradarea în Campionatul județean 71-72 |
| 14  | Viitorul Slănic (R)   | 26 | 7  | 2  | 17 | 26 | 57 | −31 | 16  | Retrogradarea în Campionatul județean 71-72 |

### Seria VI
| Loc | Echipa                 | MJ | V  | E | Î  | GM | GP | DG  | Pct | Promovare sau retrogradare                  |
| --- | ---------------------- | -- | -- | - | -- | -- | -- | --- | --- | ------------------------------------------- |
| 1   | Flacăra Moreni (C, Q)  | 26 | 19 | 3 | 4  | 60 | 19 | +41 | 41  | Calificarea în Play-off promovare           |
| 2   | Oltul Slatina          | 26 | 16 | 6 | 4  | 45 | 18 | +27 | 38  |                                             |
| 3   | Chimia Turnu Măgurele  | 26 | 12 | 6 | 8  | 35 | 20 | +15 | 30  |                                             |
| 4   | Dacia Pitești          | 26 | 10 | 7 | 9  | 39 | 30 | +9  | 27  |                                             |
| 5   | Petrolul Târgoviște    | 26 | 11 | 5 | 10 | 37 | 32 | +5  | 27  |                                             |
| 6   | Metalul Mija           | 26 | 11 | 4 | 11 | 39 | 35 | +4  | 26  |                                             |
| 7   | Petrolul Videle        | 26 | 8  | 9 | 9  | 30 | 25 | +5  | 25  |                                             |
| 8   | Comerțul Alexandria    | 26 | 10 | 5 | 11 | 24 | 34 | −10 | 25  |                                             |
| 9   | Unirea Drăgășani       | 26 | 9  | 6 | 11 | 38 | 35 | +3  | 24  |                                             |
| 10  | Lotru Brezoi           | 26 | 8  | 7 | 11 | 27 | 48 | −21 | 23  |                                             |
| 11  | Oltul Râmnicu Vâlcea   | 26 | 9  | 4 | 13 | 36 | 46 | −10 | 22  |                                             |
| 12  | Sporting Roșiori       | 26 | 8  | 6 | 12 | 33 | 50 | −17 | 22  |                                             |
| 13  | Muscelul Câmpulung (R) | 26 | 6  | 7 | 13 | 23 | 43 | −20 | 19  | Retrogradarea în Campionatul județean 71-72 |
| 14  | Rapid Piatra Olt (R)   | 26 | 5  | 5 | 16 | 20 | 51 | −31 | 15  | Retrogradarea în Campionatul județean 71-72 |

### Seria VII
| Loc | Echipa                               | MJ | V  | E  | Î  | GM | GP | DG  | Pct | Promovare sau retrogradare                  |
| --- | ------------------------------------ | -- | -- | -- | -- | -- | -- | --- | --- | ------------------------------------------- |
| 1   | Metalul Drobeta-Turnu Severin (C, Q) | 24 | 15 | 5  | 4  | 54 | 23 | +31 | 35  | Calificarea în Play-off promovare           |
| 2   | Știința Petroșani                    | 24 | 14 | 6  | 4  | 48 | 20 | +28 | 34  |                                             |
| 3   | Minerul Lupeni                       | 24 | 11 | 10 | 3  | 49 | 24 | +25 | 32  |                                             |
| 4   | Minerul Motru                        | 24 | 10 | 7  | 7  | 37 | 26 | +11 | 27  |                                             |
| 5   | Dunărea Calafat                      | 24 | 9  | 6  | 9  | 48 | 41 | +7  | 24  |                                             |
| 6   | Pandurii Târgu Jiu                   | 24 | 9  | 5  | 10 | 28 | 35 | −7  | 23  |                                             |
| 7   | Steagul Roșu Plenița                 | 24 | 9  | 4  | 11 | 35 | 32 | +3  | 22  |                                             |
| 8   | Răsăritul Caracal                    | 24 | 8  | 6  | 10 | 42 | 43 | −1  | 22  |                                             |
| 9   | Meva Drobeta-Turnu Severin           | 24 | 7  | 6  | 11 | 24 | 36 | −12 | 20  |                                             |
| 10  | Progresul Corabia                    | 24 | 7  | 6  | 11 | 28 | 42 | −14 | 20  |                                             |
| 11  | Metalul Topleț                       | 24 | 7  | 6  | 11 | 35 | 52 | −17 | 20  |                                             |
| 12  | Minerul Rovinari                     | 24 | 6  | 5  | 13 | 26 | 56 | −30 | 17  |                                             |
| 13  | Progresul Strehaia (R)               | 24 | 6  | 4  | 14 | 20 | 44 | −24 | 16  | Retrogradarea în Campionatul județean 71-72 |

### Seria VIII
| Loc | Echipa                  | MJ | V  | E | Î  | GM | GP | DG  | Pct | Promovare sau retrogradare                  |
| --- | ----------------------- | -- | -- | - | -- | -- | -- | --- | --- | ------------------------------------------- |
| 1   | Vagonul Arad (C, Q)     | 26 | 15 | 6 | 5  | 39 | 24 | +15 | 36  | Calificarea în Play-off promovare           |
| 2   | Mureșul Deva            | 26 | 14 | 5 | 7  | 59 | 25 | +34 | 33  |                                             |
| 3   | UM Timișoara            | 26 | 12 | 6 | 8  | 39 | 29 | +10 | 30  |                                             |
| 4   | Minerul Moldova Nouă    | 26 | 11 | 7 | 8  | 35 | 27 | +8  | 29  |                                             |
| 5   | Electromotor Timișoara  | 26 | 12 | 4 | 10 | 39 | 33 | +6  | 28  |                                             |
| 6   | Progresul Timișoara     | 26 | 10 | 6 | 10 | 39 | 39 | 0   | 26  |                                             |
| 7   | Metalul Oțelu Roșu      | 26 | 10 | 6 | 10 | 47 | 48 | −1  | 26  |                                             |
| 8   | Aurul Brad              | 26 | 11 | 4 | 11 | 35 | 41 | −6  | 26  |                                             |
| 9   | Furnirul Deta           | 26 | 11 | 4 | 11 | 24 | 30 | −6  | 26  |                                             |
| 10  | Minerul Bocșa Montană   | 26 | 11 | 3 | 12 | 42 | 49 | −7  | 25  |                                             |
| 11  | Minerul Ghelar          | 26 | 11 | 2 | 13 | 41 | 46 | −5  | 24  |                                             |
| 12  | Gloria Arad             | 26 | 9  | 5 | 12 | 30 | 32 | −2  | 23  |                                             |
| 13  | CFR Caransebeș (R)      | 26 | 6  | 6 | 14 | 34 | 45 | −11 | 18  | Retrogradarea în Campionatul județean 71-72 |
| 14  | Victoria Caransebeș (R) | 26 | 4  | 6 | 16 | 25 | 60 | −35 | 14  | Retrogradarea în Campionatul județean 71-72 |

### Seria IX
| Loc | Echipa                      | MJ | V  | E | Î  | GM | GP | DG  | Pct | Promovare sau retrogradare                  |
| --- | --------------------------- | -- | -- | - | -- | -- | -- | --- | --- | ------------------------------------------- |
| 1   | Independența Sibiu (C, Q)   | 26 | 16 | 4 | 6  | 62 | 21 | +41 | 36  | Calificarea în Play-off promovare           |
| 2   | Victoria Călan              | 26 | 13 | 4 | 9  | 45 | 26 | +19 | 30  |                                             |
| 3   | Unirea Alba Iulia           | 26 | 13 | 4 | 9  | 25 | 26 | −1  | 30  |                                             |
| 4   | Minerul Teliuc              | 26 | 11 | 6 | 9  | 36 | 31 | +5  | 28  |                                             |
| 5   | CFR Simeria                 | 26 | 12 | 3 | 11 | 46 | 35 | +11 | 27  |                                             |
| 6   | Metalul Copșa Mică          | 26 | 11 | 5 | 10 | 37 | 40 | −3  | 27  |                                             |
| 7   | CFR Sighișoara              | 26 | 9  | 8 | 9  | 28 | 31 | −3  | 26  |                                             |
| 8   | Chimia Orașul Victoria      | 26 | 11 | 4 | 11 | 28 | 33 | −5  | 26  |                                             |
| 9   | UPA Sibiu                   | 26 | 10 | 5 | 11 | 36 | 38 | −2  | 25  |                                             |
| 10  | Vitrometan Mediaș           | 26 | 9  | 7 | 10 | 31 | 46 | −15 | 25  |                                             |
| 11  | Minaur Zlatna               | 26 | 10 | 4 | 12 | 33 | 34 | −1  | 24  |                                             |
| 12  | Textila Sebeș               | 26 | 9  | 4 | 13 | 37 | 53 | −16 | 22  |                                             |
| 13  | Constructorul Hunedoara (R) | 26 | 8  | 6 | 12 | 22 | 38 | −16 | 22  | Retrogradarea în Campionatul județean 71-72 |
| 14  | ASA Sibiu (R)               | 26 | 6  | 4 | 16 | 34 | 48 | −14 | 16  | Retrogradarea în Campionatul județean 71-72 |

### Seria X
| Loc | Echipa                      | MJ | V  | E | Î  | GM | GP | DG  | Pct | Promovare sau retrogradare                  |
| --- | --------------------------- | -- | -- | - | -- | -- | -- | --- | --- | ------------------------------------------- |
| 1   | Victoria Carei (C, Q)       | 26 | 17 | 3 | 6  | 67 | 23 | +44 | 37  | Calificarea în Play-off promovare           |
| 2   | Minerul Baia Sprie          | 26 | 12 | 7 | 7  | 41 | 17 | +24 | 31  |                                             |
| 3   | Bihoreana Marghita          | 26 | 13 | 5 | 8  | 39 | 30 | +9  | 31  |                                             |
| 4   | Unirea Zalău                | 26 | 11 | 8 | 7  | 31 | 22 | +9  | 30  |                                             |
| 5   | Minerul Cavnic              | 26 | 10 | 8 | 8  | 39 | 27 | +12 | 28  |                                             |
| 6   | Topitorul Baia Mare         | 26 | 11 | 5 | 10 | 31 | 41 | −10 | 27  |                                             |
| 7   | Bradul Vișeu de Sus         | 26 | 10 | 6 | 10 | 28 | 41 | −13 | 26  |                                             |
| 8   | Someșul Satu Mare           | 26 | 10 | 5 | 11 | 34 | 29 | +5  | 25  |                                             |
| 9   | CIL Sighetu Marmației       | 26 | 11 | 3 | 12 | 29 | 32 | −3  | 25  |                                             |
| 10  | Recolta Salonta             | 26 | 10 | 4 | 12 | 32 | 46 | −14 | 24  |                                             |
| 11  | Constructorul Baia Mare     | 26 | 7  | 8 | 11 | 42 | 52 | −10 | 22  |                                             |
| 12  | Voința Carei                | 26 | 9  | 4 | 13 | 28 | 40 | −12 | 22  |                                             |
| 13  | Gloria Baia Mare (R)        | 26 | 8  | 6 | 12 | 20 | 37 | −17 | 22  | Retrogradarea în Campionatul județean 71-72 |
| 14  | Măgura Șimleu Silvaniei (R) | 26 | 6  | 2 | 18 | 21 | 45 | −24 | 14  | Retrogradarea în Campionatul județean 71-72 |

### Seria XI
| Loc | Echipa                  | MJ | V  | E | Î  | GM | GP | DG  | Pct | Promovare sau retrogradare                  |
| --- | ----------------------- | -- | -- | - | -- | -- | -- | --- | --- | ------------------------------------------- |
| 1   | IS Câmpia Turzii (C, Q) | 26 | 20 | 1 | 5  | 74 | 19 | +55 | 41  | Calificarea în Play-off promovare           |
| 2   | Chimica Târnăveni       | 26 | 18 | 4 | 4  | 67 | 22 | +45 | 40  |                                             |
| 3   | Arieșul Turda           | 26 | 14 | 4 | 8  | 48 | 29 | +19 | 32  |                                             |
| 4   | CIL Gherla              | 26 | 12 | 6 | 8  | 45 | 28 | +17 | 30  |                                             |
| 5   | Metalul Aiud            | 26 | 12 | 5 | 9  | 46 | 30 | +16 | 29  |                                             |
| 6   | Dermata Cluj-Napoca     | 26 | 11 | 5 | 10 | 31 | 26 | +5  | 27  |                                             |
| 7   | Unirea Dej              | 26 | 9  | 8 | 9  | 33 | 37 | −4  | 26  |                                             |
| 8   | Soda Ocna Mureș         | 26 | 9  | 6 | 11 | 28 | 35 | −7  | 24  |                                             |
| 9   | Tehnofrig Cluj-Napoca   | 26 | 8  | 7 | 11 | 26 | 38 | −12 | 23  |                                             |
| 10  | Viitorul Târgu Mureș    | 26 | 9  | 3 | 14 | 46 | 42 | +4  | 21  |                                             |
| 11  | Arieșul Câmpia Turzii   | 26 | 8  | 5 | 13 | 25 | 34 | −9  | 21  |                                             |
| 12  | Someșul Beclean         | 26 | 7  | 4 | 15 | 31 | 87 | −56 | 18  |                                             |
| 13  | Minerul Rodna (R)       | 26 | 5  | 7 | 14 | 31 | 79 | −48 | 17  | Retrogradarea în Campionatul județean 71-72 |
| 14  | Progresul Năsăud (R)    | 26 | 5  | 5 | 16 | 30 | 55 | −25 | 15  | Retrogradarea în Campionatul județean 71-72 |

### Seria XII
| Loc | Echipa                     | MJ | V  | E  | Î  | GM | GP | DG  | Pct | Promovare sau retrogradare                  |
| --- | -------------------------- | -- | -- | -- | -- | -- | -- | --- | --- | ------------------------------------------- |
| 1   | Metrom Brașov (C, Q)       | 26 | 21 | 2  | 3  | 74 | 9  | +65 | 44  | Calificarea în Play-off promovare           |
| 2   | Tractorul Brașov           | 26 | 17 | 4  | 5  | 69 | 22 | +47 | 38  |                                             |
| 3   | Politehnica Brașov         | 26 | 10 | 11 | 5  | 31 | 22 | +9  | 31  |                                             |
| 4   | Textila Odorheiu Secuiesc  | 26 | 11 | 7  | 8  | 38 | 31 | +7  | 29  |                                             |
| 5   | Forestierul Târgu Secuiesc | 26 | 11 | 7  | 8  | 29 | 30 | −1  | 29  |                                             |
| 6   | Carpați Brașov             | 26 | 11 | 5  | 10 | 38 | 31 | +7  | 27  |                                             |
| 7   | Oltul Sfântu Gheorghe      | 26 | 10 | 7  | 9  | 41 | 41 | 0   | 27  |                                             |
| 8   | Torpedo Zărnești           | 26 | 9  | 8  | 9  | 30 | 30 | 0   | 26  |                                             |
| 9   | Carpați Covasna            | 26 | 10 | 5  | 11 | 23 | 41 | −18 | 25  |                                             |
| 10  | Viitorul Gheorgheni        | 26 | 8  | 8  | 10 | 38 | 47 | −9  | 24  |                                             |
| 11  | Minerul Bălan              | 26 | 8  | 8  | 10 | 17 | 33 | −16 | 24  |                                             |
| 12  | Unirea Cristuru Secuiesc   | 26 | 5  | 6  | 15 | 25 | 49 | −24 | 16  |                                             |
| 13  | Miercurea Ciuc (R)         | 26 | 4  | 7  | 15 | 19 | 39 | −20 | 15  | Retrogradarea în Campionatul județean 71-72 |
| 14  | Colorom Codlea (R)         | 26 | 3  | 3  | 20 | 18 | 65 | −47 | 9   | Retrogradarea în Campionatul județean 71-72 |

## Play-off promovare

### Grupa I
| Loc | Echipa            | MJ | V | E | Î | GM | GP | DG  | Pct | Promovare                     |
| --- | ----------------- | -- | - | - | - | -- | -- | --- | --- | ----------------------------- |
| 1   | Delta Tulcea (P)  | 2  | 2 | 0 | 0 | 13 | 3  | +10 | 4   | Promovarea în Divizia B 72-73 |
| 2   | Petrolul Moinești | 2  | 1 | 0 | 1 | 5  | 4  | +1  | 2   |                               |
| 3   | ITA Pașcani       | 2  | 0 | 0 | 2 | 2  | 13 | −11 | 0   |                               |

| 2 July 1972 | Delta Tulcea | 10–1   | ITA Pașcani            | București                                                                 |  |
|             | Stoichițoiu 6' Pareșcura 14' Pareșcura 24' Florea II 25' Girip 34' Pareșcura 54' Manu 58' Stoichițoiu 77' Florea II 82' Răuț 87' | Raport | Gh. Ionescu 43' (pen.) | Stadion: Politehnica Spectatori: 3,000 Arbitru: N. Petriceanu (București) |  |

| 5 July 1972 | Delta Tulcea                          | 3–2    | Petrolul Moinești       | București                                                 |  |
|             | Pareșcura 56' Pareșcura 60' Girip 90' | Raport | Mocănaș 79' Mocănaș 86' | Stadion: Politehnica Arbitru: Gheorghe Limona (București) |  |

| 9 July 1972 | Petrolul Moinești                  | 3–1    | ITA Pașcani | Roman                                                    |  |
|             | Moraru 18' Mocănaș 37' Birliga 58' | Raport | Crețu 3'    | Stadion: Moldova Spectatori: 500 Arbitru: V.Lupu (Roman) |  |

### Grupa II
| Loc | Echipa                     | MJ | V | E | Î | GM | GP | DG | Pct | Promovare                     |
| --- | -------------------------- | -- | - | - | - | -- | -- | -- | --- | ----------------------------- |
| 1   | Gloria Buzău (P)           | 2  | 2 | 0 | 0 | 4  | 1  | +3 | 4   | Promovarea în Divizia B 72-73 |
| 2   | Flacăra Moreni             | 2  | 1 | 0 | 1 | 2  | 1  | +1 | 2   |                               |
| 3   | Electronica Obor București | 2  | 0 | 0 | 2 | 1  | 5  | −4 | 0   |                               |

| 2 July 1972 | Flacăra Moreni                | 2–0    | Electronica Obor București | Ploiești                                                       |  |
|             | Petrescu 44' Ilie Stelian 55' | Raport |                            | Stadion: Petrolul Spectatori: 5,000 Arbitru: I.Cîmpeanu (Cluj) |  |

| 5 July 1972 | Electronica Obor București | 1–3    | Gloria Buzău                       | Ploiești                                                      |  |
|             | Ionescu 17'                | Raport | Negoescu 39' Cramer 51' Cramer 52' | Stadion: Petrolul Spectatori: 10,000 Arbitru: M.Rotaru (Iași) |  |

| 9 July 1972 | Gloria Buzău | 1–0    | Flacăra Moreni | Ploiești                                       |  |
|             | Negoescu 57' | Raport |                | Stadion: Petrolul Arbitru: I.Rus (Târgu Mureș) |  |

### Group III
| Loc | Echipa                    | MJ | V | E | Î | GM | GP | DG | Pct | Promovare                     |
| --- | ------------------------- | -- | - | - | - | -- | -- | -- | --- | ----------------------------- |
| 1   | Metalul Turnu Severin (P) | 2  | 1 | 1 | 0 | 3  | 2  | +1 | 3   | Promovarea în Divizia B 72-73 |
| 2   | Independența Sibiu        | 2  | 0 | 2 | 0 | 2  | 2  | 0  | 2   |                               |
| 3   | Vagonul Arad              | 2  | 0 | 1 | 1 | 2  | 3  | −1 | 1   |                               |

| 2 July 1972 | Independența Sibiu | 1–1    | Vagonul Arad | Râmnicu Vâlcea                                                    |  |
|             | Cherciu 29'        | Raport | Dobai 40'    | Stadion: 1 Mai Spectatori: 3,000 Arbitru: Aurel Bențu (București) |  |

| 5 July 1972 | Metalul Turnu Severin | 2–1    | Vagonul Arad | Râmnicu Vâlcea                                                        |  |
|             | Boța 47' Olteanu 44'  | Raport | Breban 79'   | Stadion: 1 Mai Spectatori: 4,500 Arbitru: Alexandru Pîrvu (București) |  |

| 9 July 1972 | Metalul Turnu Severin | 1–1    | Independența Sibiu | Râmnicu Vâlcea                                      |  |
|             | Căprioru 66'          | Raport | Pavlovici 15'      | Stadion: 1 Mai Arbitru: Gheorghe Limona (București) |  |

### Group IV
| Loc | Echipa            | MJ | V | E | Î | GM | GP | DG | Pct | Promovare                     |
| --- | ----------------- | -- | - | - | - | -- | -- | -- | --- | ----------------------------- |
| 1   | Metrom Brașov (P) | 2  | 2 | 0 | 0 | 6  | 1  | +5 | 4   | Promovarea în Divizia B 72-73 |
| 2   | IS Câmpia Turzii  | 2  | 1 | 0 | 1 | 4  | 3  | +1 | 2   |                               |
| 3   | Victoria Carei    | 2  | 0 | 0 | 2 | 1  | 7  | −6 | 0   |                               |

| 2 July 1972 | IS Câmpia Turzii                    | 3–1    | Victoria Carei | Hunedoara                                                 |  |
|             | Popa 47' Bereș 70' (o.g.) Naghi 80' | Raport | Szabo 60'      | Stadion: Constructorul Arbitru: C. Ghemingean (București) |  |

| 5 July 1972 | Victoria Carei | 0–4    | Metrom Brașov                                       | Hunedoara                                               |  |
|             |                | Raport | Furnică 59' Anghel 65' Anghel 68' Paraschivescu 73' | Stadion: Constructorul Arbitru: Aurel Bențu (București) |  |

| 9 July 1972 | Metrom Brașov                | 2–1    | IS Câmpia Turzii | Hunedoara                                                                     |  |
|             | Parașchivescu 47' Anghel 89' | Raport | Popa 51'         | Stadion: Constructorul Spectatori: 5,000 Arbitru: Alexandru Pîrvu (București) |  |